# New Carissa
MV New Carissa fue un carguero que encalló y se partió en una playa cerca de Coos Bay, Oregón, Estados Unidos, durante una tormenta en febrero de 1999. El intento de remolcar la sección de proa del buque hacia el mar fracasó al romperse el cable de remolque, y la proa quedó encallada de nuevo. Finalmente, la proa fue remolcada y hundida. La sección de popa permaneció en la playa durante más de nueve años hasta que fue desmantelada y retirada en 2008.
La Guardia Costera de los Estados Unidos realizó una investigación y encontró que el error del capitán fue la principal causa del naufragio; sin embargo, ni el capitán ni los tripulantes fueron acusados de ningún delito. Hubo importantes consecuencias financieras para los propietarios y la aseguradora del New Carissa. El combustible a bordo del barco fue quemado in situ con napalm, pero también se derramó una cantidad importante de los restos del barco, provocando daños ecológicos en la costa.

## Hundimiento

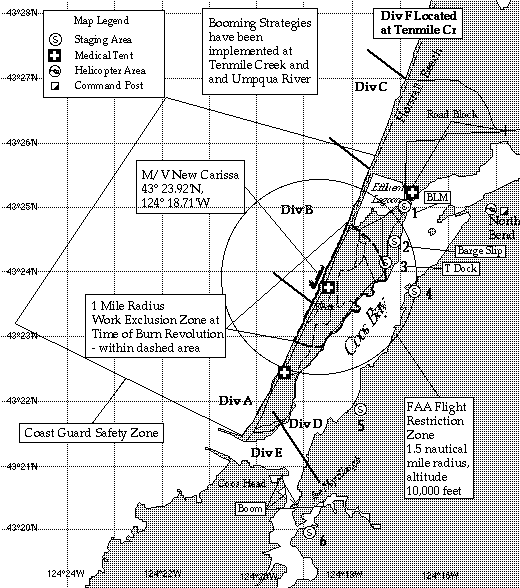
Mapa del incidente del naufragio del New Carissa, 14 de febrero de 1999.

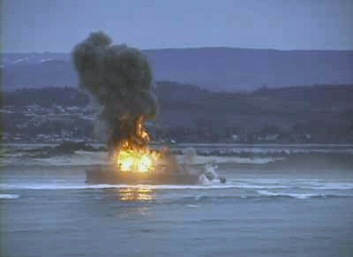
Tanques de fuel del New Carissa ardiendo.

En febrero de 1999, el New Carissa se dirigía al puerto de Coos Bay para recoger una carga de astillas de madera. El práctico del puerto local aconsejó al barco que no entrara en el puerto la tarde del 3 de febrero debido a la alta mar y los fuertes vientos. El capitán Morgado ordenó al barco echar anclas a 1,7 millas náuticas (3,1 km) de la costa para capear la tormenta. La tripulación utilizó una sola ancla para asegurar el barco. Según una revisión del incidente de la Guardia Costera de los Estados Unidos, la cadena utilizada era demasiado corta, lo que, combinado con vientos de 20 a 25 nudos (37 a 46 km/h), provocó que el New Carissa arrastrara su ancla.
Las malas técnicas de navegación y la vigilancia inadecuada hicieron que la tripulación no se diera cuenta de que su barco se estaba moviendo. Una vez detectado movimiento, la tripulación intentó levar anclas y maniobrar alejándose de la orilla, pero las condiciones meteorológicas y del mar lo dificultaron. Cuando se levó el ancla, el New Carissa había sido empujada demasiado cerca de la orilla para recuperarse.

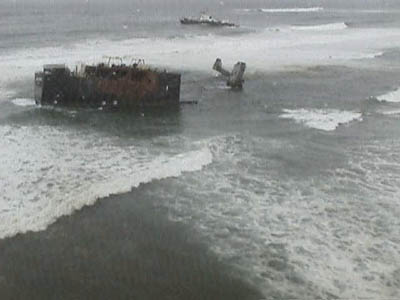
Restos del naufragio del New Carissa, 7 de octubre de 1999.

El barco encalló en la playa a 2,7 millas terrestres (4,5 km) al norte de la entrada a Coos Bay. Los intentos de reflotarla fracasaron. Dos de los cinco tanques de combustible del barco comenzaron a derramar combustible en la playa, derramando finalmente aproximadamente 70.000 galones estadounidenses (260 m3) de fueloil viscoso "bunker C" y diesel en la playa y en el agua.
Ni el capitán ni ninguno de los 22 tripulantes resultaron heridos en el incidente.